# Падерно д'Ада
Падерно д'Ада (итал. Paderno d'Adda) је насеље у Италији у округу Леко, региону Ломбардија.
Према процени из 2011. у насељу је живело 3791 становника. Насеље се налази на надморској висини од 269 м.

## Становништво
Према резултатима пописа становништва 2011. у општини је живело 3.881 становника.
| 1931. | 1936. | 1951. | 1961. | 1971. | 1981. | 1991. | 2001. | 2011. |
| ----- | ----- | ----- | ----- | ----- | ----- | ----- | ----- | ----- |
| 1.832 | 1.827 | 1.897 | 2.068 | 2.382 | 2.558 | 2.643 | 3.229 | 3.881 |